# Issues (The Saturdays)
Issues è un brano musicale delle The Saturdays, pubblicato come terzo singolo estratto dall'album di debutto del gruppo, Chasing Lights. Il singolo è stato pubblicato il 4 gennaio 2009 dall'etichetta Fascination e il brano è stato scritto da Carl Sturken e Evan Rogers, che ne hanno anche curato la produzione.

## Tracce e formati
Queste sono le tracce e i formati delle principali pubblicazioni del singolo.
UK CD single
1. "Issues" (Radio Edit) - 3:38
2. "Beggin'" (Bob Gaudio, Peggy Farina) - 3:12

Digital single #1
1. "Issues" (Radio Edit) - 3:38
2. "Issues" (Vince Clarke Club Mix) - 5:45

Digital single #2
1. "Issues" (Radio Edit) - 3:38
2. "Issues" (Digital Dog Club Mix) - 5:57

The Remixes
1. "Issues" (Digital Dog Radio Edit)
2. "Issues" (Digital Dog Club Mix) - 5:57
3. "Issues" (Vince Clarke Radio Mix)
4. "Issues" (Vince Clarke Club Mix) - 5:45

## Classifiche
| Classifica (2009)         | Posizione raggiunta |
| ------------------------- | ------------------- |
| Eurochart Hot 100 Singles | 21                  |
| Irish Singles Chart       | 14                  |
| Official Singles Chart    | 4                   |